# Hydrodynastes
Hydrodynastes es un género de serpientes de la familia Colubridae y subfamilia Dipsadinae. Incluye a tres especies que se distribuyen por la mayor parte del norte y centro de Sudamérica. 

## Especies
Se reconocen a las siguientes especies:
- Hydrodynastes bicinctus (Herrmann, 1804)
- Hydrodynastes gigas (Duméril, Bibron & Duméril, 1854)
- Hydrodynastes melanogigas Franco, Fernandes & Bentim, 2007